# Hubertine Heijermans

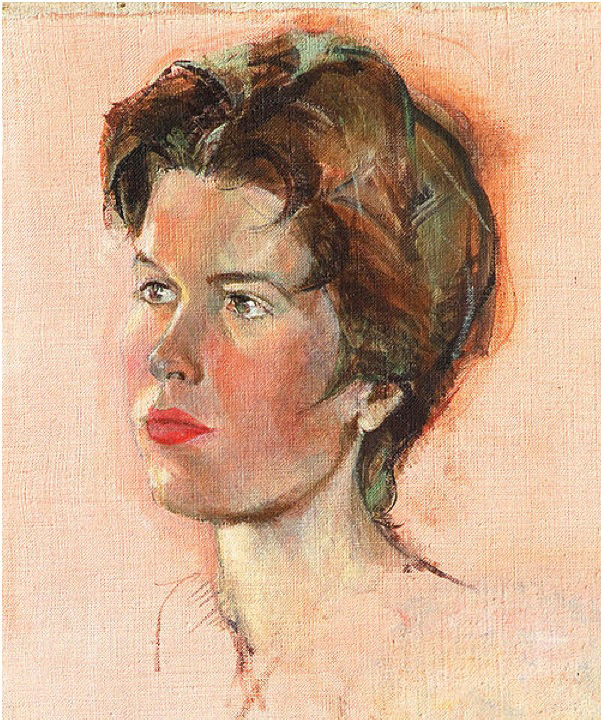
Selbstporträt (1959)

Hubertine Heijermans, verh. Heijermans-Tellander (* 8. Januar 1936 in Amsterdam; † 31. Juli 2022) war eine niederländische Malerin, die nach ihrer Heirat im Jahr 1958 in der Schweiz lebte und neben Ölgemälden und Ätzradierung auch Kunstwerke mittels Heliogravüre anfertigte.

## Familie

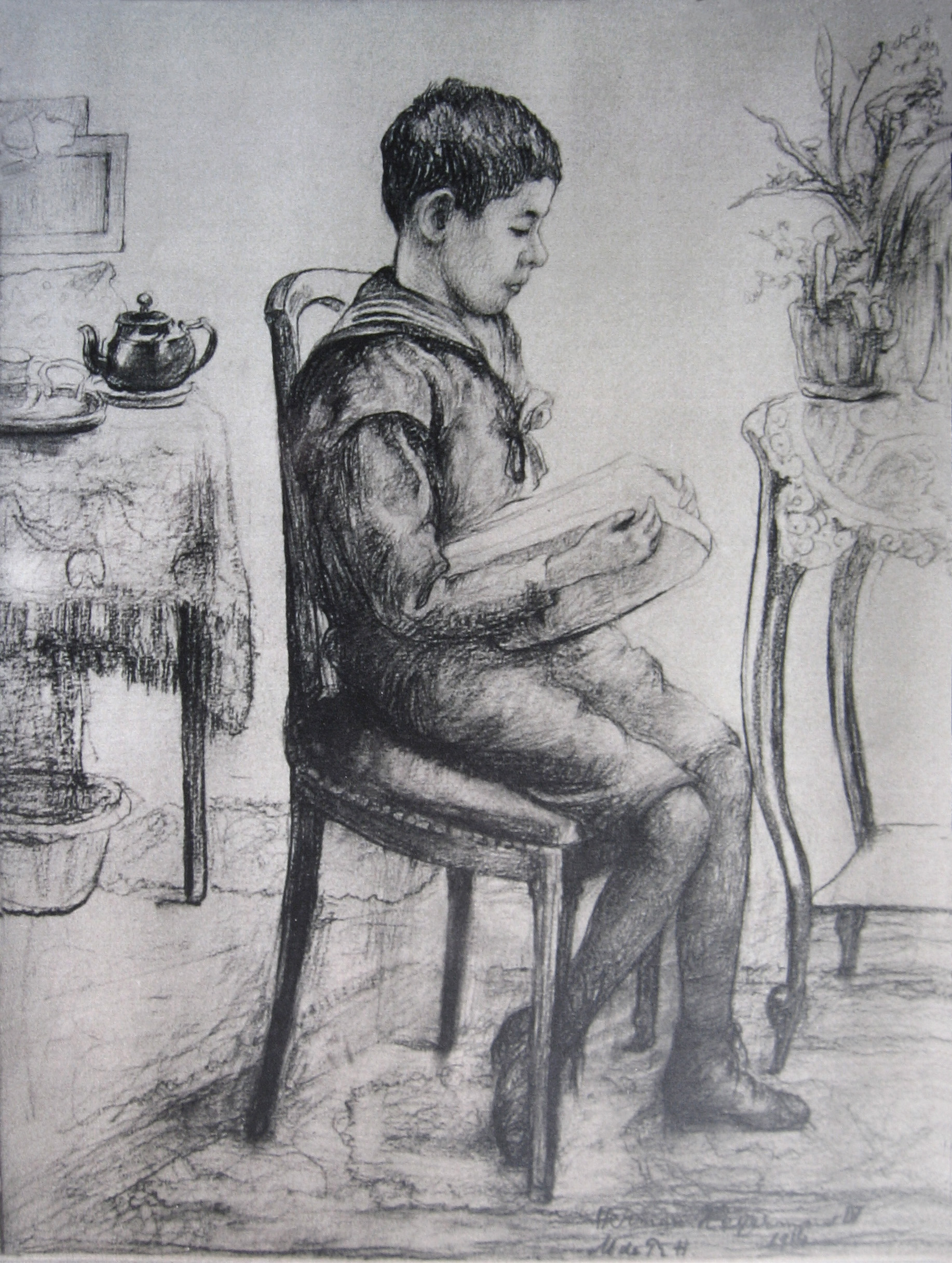
Vater Herman Louis Heijermans 1914 aus der Feder Marie Heijermans'

Heijermans Vater Herman Louis Heijermans (1905–1978) war Arzt und leitender Beamter bei der niederländischen Gesundheitsbehörde. Ihr Großvater war der Arzt und Sozialmediziner Louis Heijermans (1873–1938).

## Leben und künstlerischer Werdegang
Hubertine Heijermans begann sehr früh zu zeichnen und nahm von 1951 bis 1954 Malunterricht bei Jos Rovers. 1955, nach dem Abschluss des Gymnasiums, erhielt sie ein Stipendium an der Reichsakademie der bildenden Künste in Amsterdam, wo sie bei Gé Röling Unterricht in Aktzeichnen nahm. Verheiratet mit Nils Tellander, zog sie nach Lausanne, wo 1960 ihr Sohn Anian auf die Welt kam. Sie malte viele Landschaften rund um den Genfersee. Von 1968 bis 1973 studierte sie bei Swietlan Kraczyna Ätztechniken an der amerikanischen Kunsthochschule, der europäischen Sektion des Rosary College of Arts and Sciences in Florenz in der Villa Schifanoia oberhalb von Fiesole.
Im Jahr 1972 gewann die Künstlerin für sieben Ölgemälde den „Premio Brunellesco“. Im Jahr 1973 kehrte sie in die Schweiz zurück und wohnte in Chesières-Villars in der Nähe des Collège Alpin International Beau Soleil, wo ihr Sohn zur Schule ging. Dort malte sie viele Berglandschaften und arbeitete auch an einer 200 kg schweren Druckpresse der Marke „Bendini“, welche sie aus Italien mitnahm.
Ab 1981 wohnte Heijermans in Saint-Triphon. Sie absolvierte im Sommer '81 während vier Monaten eine Ausbildung bei Luis Camnitzer aus New York, Lehrer am Pratt Institute, der in Valdottavo (Italien) einen Kurs über die komplizierte Photoätztechnik gab. Zurück in St.Triphon, richtete sie ihr Atelier für Heliogravüren ein. Im Kanton Vaud arbeitete sie bis 1988 nach dem Aquatinta-Verfahren und verwendete Metallplatten aus Kupfer und Zink, Harz, Asphalt sowie verschiedene Säuren.
Heijermans malte viele Brustbilder von Schauspielerinnen wie Emmanuelle Béart und Isabelle Adjani, von Mannequins wie Naomi Campbell und Carla Bruni, von Modedesignern wie Yves Saint Laurent und Jean Paul Gaultier und nicht zuletzt mehrere Bilder aus der Welt des Zirkus Knie.
Im Alter von 60 Jahren begann sie eine Ausbildung beim spanischen Maler Jesus Peñarreal. In Alicante verbrachte sie zehn Winter mit Malen und studierte auch Werke des spanischen Impressionisten Joaquin Sorolla (1863–1924) an der Real Academia de Bellas Artes de San Carlos  in Valencia und des Expressionisten Joaquim Mir (1873–1940) in Barcelona. Ihr Stil wurde von diesen spanischen Meistern beeinflusst. 2006 entdeckte die Künstlerin Bages, ein kleines französisches Fischerdorf im Département Aude, wo zahlreiche Werke entstanden. Wieder zurück, malte die Künstlerin viele Jahre in ihrem Atelier in St-Triphon. Hier entstanden viele Ölgemälde der Umgebung wie des Rhonetals mit seinen Bergketten (Dents du Midi und „Le Grand Muveran“), aber auch von Models ihrer Lieblingsdesigner John Galliano und Manish Arora auf dem Laufsteg. 2015 zeigte sie ihre jüngsten Gemälden in Fully im Kanton Wallis.

## Publikationen
- Hubertine Heijermans: Bartholomeus en zijn dierenvrienden. 's-Gravenhage; Nijgh & Van Ditmar, Rotterdam 1960, 91 S. (holländisch)
- Hubertine Heijermans, Pierre-Alain Genillard: Parcours d’une artiste-peintre.  Ollon 2008, ISBN 2-9700240-4-7, 292 S. (französisch)
- Hubertine Heijermans, Pierre-Alain Genillard: Parcours d’une artiste peintre II. St. Triphon 2010, ISBN 978-2-8399-0715-6, 285 S. (französisch und englisch)
- Hubertine Heijermans: Monnaz-sur-Morges : survol pitoresque du village : dans la période de 1961–1971. St. Triphon 2010, ISBN 978-2-8399-0683-8., 85 S. (französisch)